# ريتشارد كيربي (محامي)
ريتشارد كيربي (بالإنجليزية: Richard Kirby)‏ هو قاضي ومحامي أسترالي، ولد في 22 سبتمبر 1904، وتوفي في 25 أكتوبر 2001.